# Adelphicos daryi
Adelphicos daryi е вид влечуго от семейство Смокообразни (Colubridae). Видът е застрашен от изчезване.

## Разпространение
Видът е разпространен в Гватемала.